# Klodian Arbëri
Pour les articles homonymes, voir Arbëri.
Klodian Arbëri (né le 10 octobre 1979 à Berat en Albanie) est un footballeur albanais qui évoluait au poste d'attaquant.

## Biographie
Arbëri est surtout connu pour avoir joué dans le club slovène du NK Maribor.
Il finit meilleur buteur du championnat albanais en 2000 à seulement vingt ans.